# Розв'язність в радикалах
Розв'язність в радикалах — означає можливість виразити число або функцію через найпростіші числа або функції за допомогою операції кореня натурального степеня та чотирьох арифметичних дій.

## Для полів
Радикальне розширення поля {\displaystyle K} — це розширення за допомогою приєднання до поля кореня натурального степеня якогось з елементів поля.

## Для функцій
Функція {\displaystyle f} виражається в радикалах над полем {\displaystyle K}, якщо вона тотожня якомусь алгебраїчному виразу з своїх параметрів та елементів поля {\displaystyle K}.